# Bannière du Saint-Empire

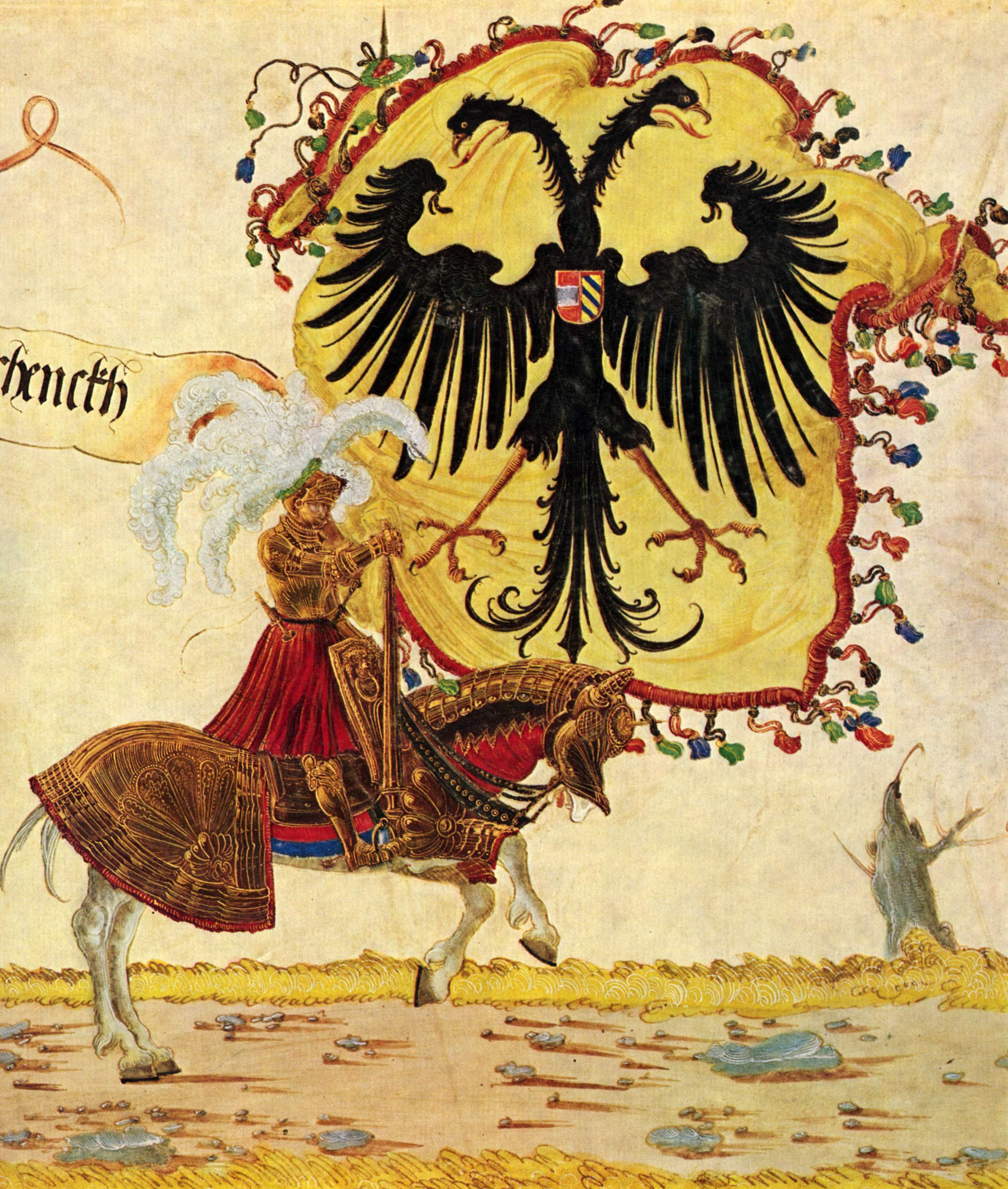
Bannière d'Empire et glaive impérial.

La bannière du Saint-Empire a arboré jusqu'en 1410 l'aigle impériale sur fond or. Après cette date, l'aigle simple est remplacée par une aigle bicéphale et cela jusqu'à la disparition du Saint-Empire en 1806. 
Lors des croisades, la bannière du Saint-Empire est complétée par un drapeau rouge croisé de blanc. Ce drapeau avait été rendu nécessaire pour garder une vue globale sur les nations croisées lors des actions communes aux Français, au Saint-Empire et à d'autres armées.
Après les croisades, la bannière d'Empire est arborée sans drapeau rouge. Cependant, ce drapeau ne disparait pas complètement. Il apparaît par la suite comme fanion sur la Reichssturmfahne jusqu'en 1410.
Le maréchal d'Empire porte la Reichsrennfahne à côté de la bannière d'Empire.

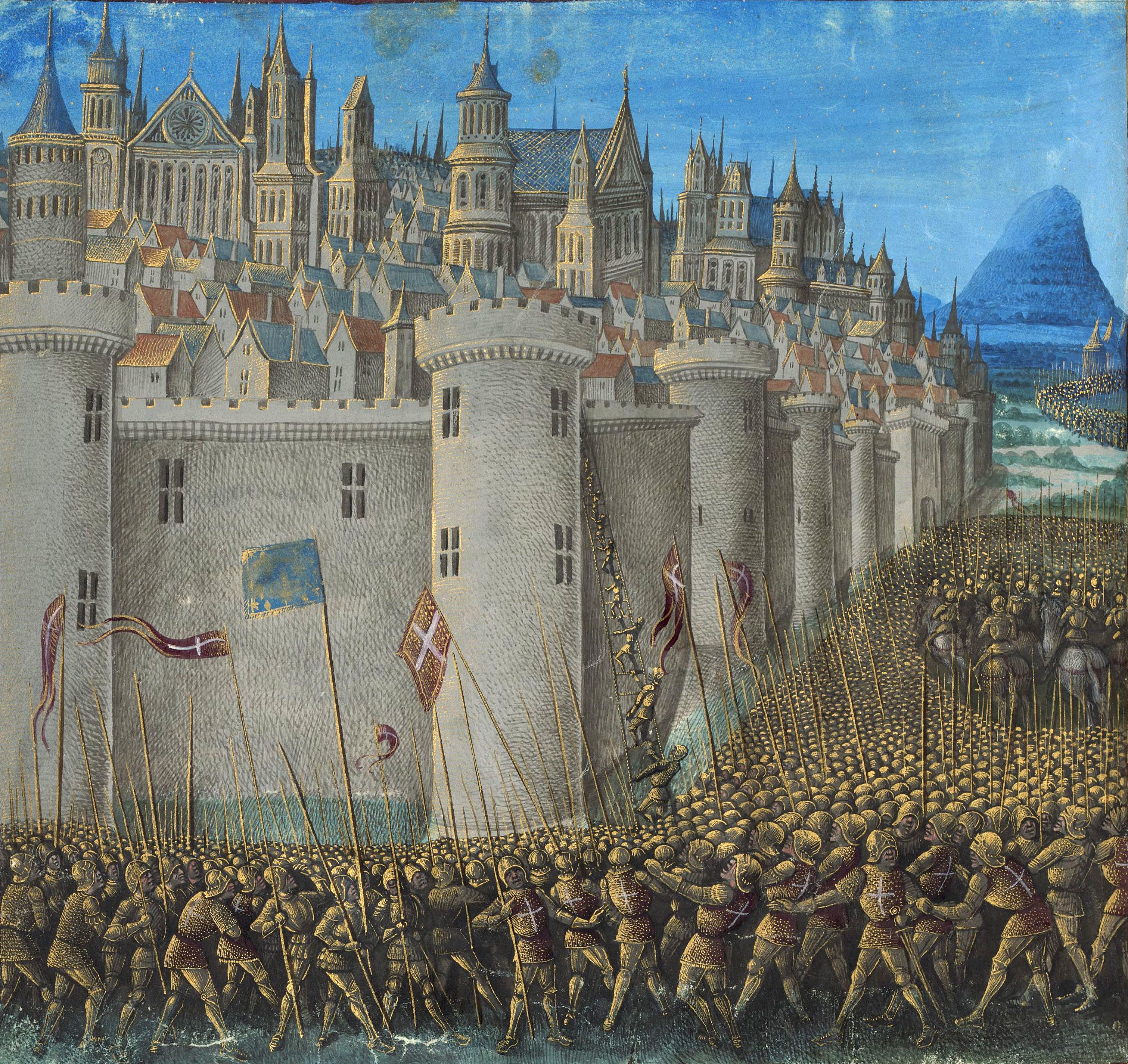
Détail d'une miniature du siège d'Antioche montrant le drapeau. Peinte par Jean Colombe dans les Passages d'outremer, vers 1474.
Drapeau du Saint-Empire régulièrement utilisé entre le XIIe siècle et 1350.
Drapeau du Saint-Empire régulièrement utilisé entre le XIIe siècle et 1400.
Drapeau du Saint-Empire régulièrement utilisé entre 1400 et 1806.